# 동아시아의 경제

동아시아 경제는 6개 국가와 지역에 16억 명(세계 인구의 20%)이 살고 있다. 이 지역에는 일본, 한국, 중국, 대만, 홍콩, 마카오 등 세계에서 가장 크고 가장 번영하는 경제가 포함되어 있다. 일본 경제 기적(1950~1990), 한강의 기적(1961~1996) 등 세계에서 가장 확장된 현대 경제 붐이 일어난 곳이자 세계에서 가장 경제적으로 역동적인 곳이 있는 곳이다. 한국에서는 대만의 기적(1960~1996)과 중국 본토의 중국 경제 기적(1978~2015)을 들 수 있다.
동아시아의 경제적 중요성은 최근 몇 년간 크게 성장하여 아시아와 세계 경제에서 그 중요성과 영향력이 커지고 있다. 최근의 발전으로 인해 국제적인 중산층이 확대되었다. 동아시아 국가는 중앙 글로벌 통신 및 무역 네트워크에 중요한 공헌자이며, 서구 세계를 포함한 다른 국가와의 관계를 발전시켜 세계 경제에 크게 기여하고 있다. 2007년 세계은행은 이 지역의 경제적 성공을 '동아시아 르네상스'라고 불렀다.
20세기 초부터 동아시아는 세계 최대의 두 경제 대국이었으며, 중국 본토와 일본이 각각 2위와 3위를 차지했다. 20세기 중반 이후 자본주의는 동양 동아시아의 유교적 성격과 통합되었다. 다양한 사회정치적 도전에도 불구하고 동아시아 경제는 현대 경제 기적을 이루었다. 동아시아를 자본주의 방향으로 전환하려는 지속적인 노력은 탄력성, 역동성, 성장 및 경제적 번영 측면에서 놀라운 결과를 창출했다. 20세기 중반까지만 해도 동아시아는 비산업화되고 빈곤에 시달리며 제2차 세계대전의 참화로 찢겨진 상태로 남아 있었다. 1960년대 이후 일본, 한국, 대만, 홍콩, 마카오 및 중국 본토는 현대적인 경제적 도약을 달성했으며 현대 동아시아의 경제적 부상은 현대 세계사에서 가장 중요한 경제적 성공 사례 중 하나가 되었다. 수십 년간의 좌절과 혼란에도 불구하고 동아시아는 이제 세계에서 가장 경제적으로 번영하고 기술적으로 진보한 지역 중 하나이다.
급속한 현대화와 첨단 기술에 대한 집중을 통해 동아시아는 급속한 경제 성장을 기록할 수 있었다. 이 지역은 세계에서 가장 부유한 국가들의 본거지이며 높은 생활 수준을 자랑한다. 일본은 제2차 세계대전 이후 급속한 재현대화를 겪었고, 1950년대와 1960년대 초에는 자동차와 고급 가전제품 분야의 혁신에 중점을 두어 세계 무역에서 지배력을 키워 미국과 중국 본토에 이어 세계 3위의 경제 대국이 되었다. 한국, 대만, 홍콩을 포함한 아시아 4대 호랑이의 부상은 1970년대~1980년대 전례 없는 성장을 이루며 세계에서 가장 번영하고 역동적인 경제로 자리매김했다. 2001년 세계무역기구(WTO) 가입에 힘입어 중국 본토의 지속적인 성장과 경제 발전은 중국을 동아시아 경제에 중요한 공헌자로 만들었고 세계 경제의 주요 주체로서의 인지도를 높였다. 또한, 한국과 대만은 전 세계적으로 가장 큰 소비자 기술 제조업체 중 하나이며, 홍콩은 세계 최고의 금융 중심지로 널리 알려져 있다.

## 같이 보기
- 아시아 금융 위기
- 경제 통합
- 홍콩의 경제
- 일본의 경제
- 마카오의 경제
- 중화인민공화국의 경제
- 몽골의 경제
- 조선민주주의인민공화국의 경제
- 대한민국의 경제
- 중화민국의 경제